# Pécsudvard
Pécsudvard község (horvátul: Udvar) Baranya vármegyében, a Pécsi járásban.

## Fekvése
A Baranyai-dombság szívében fekszik a település. Északról Pécs, északkeletről Kozármisleny, délkeletről Egerág, délről Szőkéd, délnyugatról pedig Pogány határolja.

### Megközelítése
Az ország távolabbi részei felől a legfontosabb közúti megközelítési útvonala az M60-as autópálya, amely az északi határában halad el és csomópontja is van itt (a Pécs-Kelet csomópont). Belterületén azonban csak az 5716-os út halad keresztül, azon érhető el Pécs, illetve az 58-as főút és Kozármisleny felől is.
A hazai vasútvonalak közül a települést a Pécs–Mohács-vasútvonal érinti, melynek egy megállási pontja van itt. Pécsudvard megállóhely – aránylag rendhagyó módon – a település központjában található, közúti elérését az 57 125-ös számú mellékút biztosítja.

## Története
A Pécstől délre fekvő település kedvező természeti adottságait látszik alátámasztani az a tény, hogy már a kőrézkortól lakott hely volt (baden-péceli kultúra). Régészeti emlékeket a bronzkor kultúrái: a somogyvár–vinkovci és a mészbetétes kultúra népei, illetve az őket követő rómaiak is hátrahagytak.
A Pécsi-medence és a Baranyai-dombság határán fekvő település kialakulásában a földművelés játszott fontos szerepet. Az először 1181-ben említett település (Udwarch) az Árpád-korban a közeli Koaszt (a mai Kozármisleny melletti) várához tartozott. Feltételezhetően tekintélyes udvarház állott itt. A település neve is az udvar -d kicsinyítőképzős változata. Feltehetően ekkor jelentősebb épület állt a településen, s a község elnevezése is erre utal. Magyarságát a török időkig megőrizte, utána viszont teljesen megváltozott: főként katolikus horvátok telepedtek be, kisebb részben németek.
2001-ben lakosságának 22,2%-a volt horvát.

## Közélete

### Polgármesterei
- 1990–1994: Rónai László (független)[5]
- 1994–1998: Rónai László (független)[6]
- 1998–2002: Rónai László (független)[7]
- 2002–2006: Orovicza György (független)[8]
- 2006–2008: Rónai László (független)[9]
- 2009–2010: Zsdrál Artúr (független)[10]
- 2010–2014: Zsdrál Artúr (független)[11]
- 2014–2019: Zsdrál Artúr (független)[12]
- 2019–2024: Zsdrál Artúr (független)[13]
- 2024– : Zsdrál Artúr (független)[1]

A településen 2009. február 8-án időközi polgármester-választást tartottak, az előző polgármester lemondása miatt.

## Népesség
A település népességének változása:
| Lakosok száma | 747  | 758  | 759  | 803  | 798  | 800  | 772  | 767  | 765  |
|               | 2013 | 2014 | 2015 | 2018 | 2019 | 2021 | 2022 | 2023 | 2024 |

A 2011-es népszámlálás során a lakosok 86,9%-a magyarnak, 0,3% bolgárnak, 17,5% horvátnak, 3,6% németnek, 2,1% szerbnek mondta magát (11,8% nem nyilatkozott; a kettős identitások miatt a végösszeg nagyobb lehet 100%-nál). A vallási megoszlás a következő volt: római katolikus 50,6%, református 6,3%, evangélikus 0,7%, görögkatolikus 0,5%, felekezeten kívüli 13,8% (26,4% nem nyilatkozott).
2022-ben a lakosság 81,5%-a vallotta magát magyarnak, 13,2% horvátnak, 2,3% németnek, 0,6% cigánynak, 0,4% szlovénnek, 0,3% szerbnek, 0,1% ruszinnak, 2,7% egyéb, nem hazai nemzetiségűnek (14,6% nem nyilatkozott; a kettős identitások miatt a végösszeg nagyobb lehet 100%-nál). Vallásuk szerint 33,8% volt római katolikus, 6,2% református, 0,8% evangélikus, 0,3% ortodox, 0,1% görög katolikus, 0,5% egyéb keresztény, 0,5% egyéb katolikus, 13,6% felekezeten kívüli (43,5% nem válaszolt).

## Nevezetességei

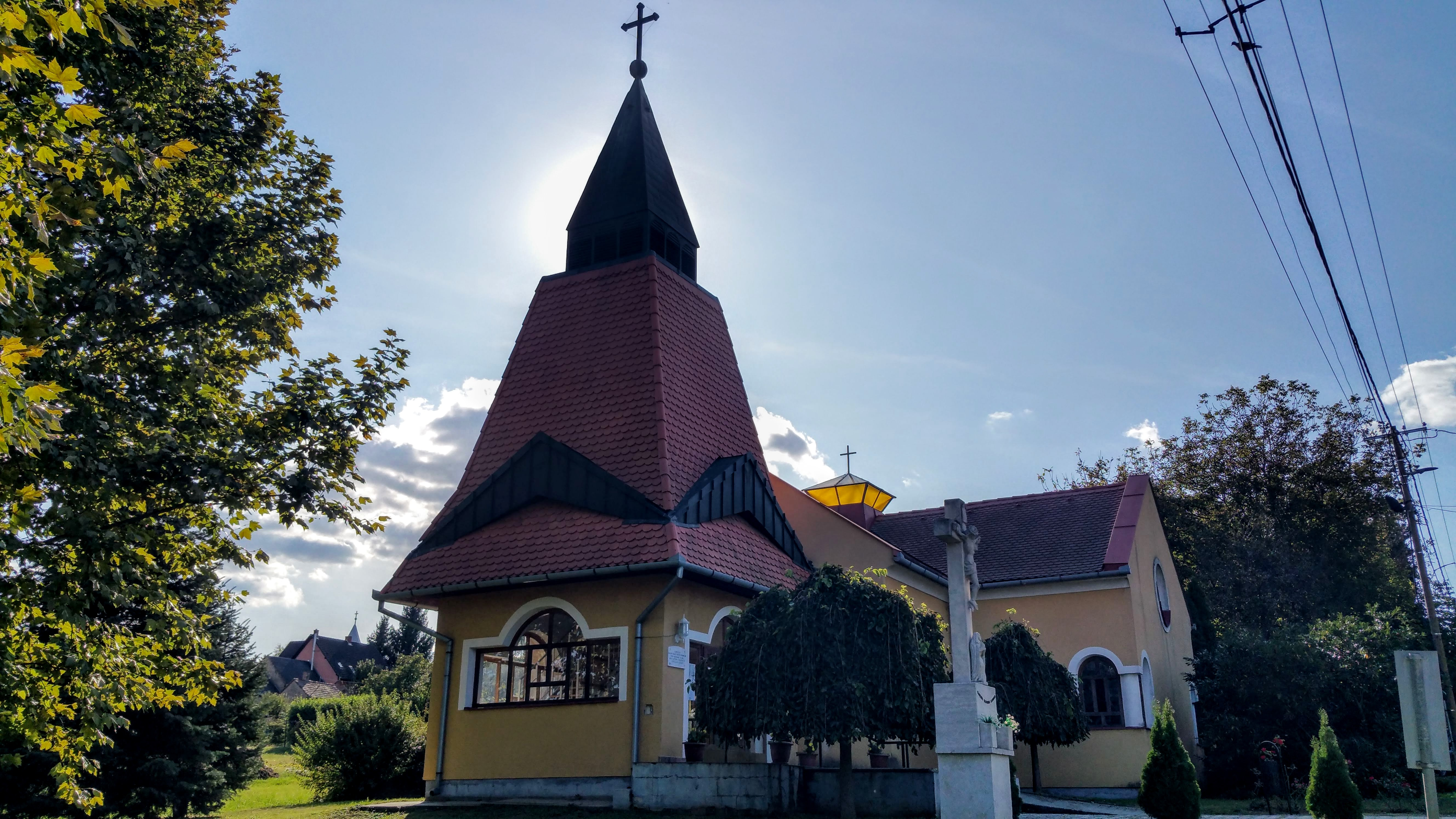
római katolikus templom

- római katolikus templom

## Utcanevek
- Pápai út
- Széchenyi utca
- Felszabadulás útja
- Táncsics Mihály köz
- Dózsa György út
- Miklósi Gyula utca
- Zrínyi Miklós utca
- Babos utca
- Akácfa utca
- Podberek utca